# Joanet de Pujols
Joanet de Pujols és una obra de Sant Vicenç de Torelló (Osona) inclosa a l'Inventari del Patrimoni Arquitectònic de Catalunya.

## Descripció
És una masia formada per un cos principal de planta rectangular, cobert a dues vessants i amb obertures rectes, balcons a la façana principal i finestres a les laterals. Destaquen dos ulls de bou i tres finestrals d'arc de mig punt sota teulada i la porta principal d'arc escarser. Adossat a un dels murs laterals hi ha un gran porxo, de planta rectangular, amb tres nivells d'obertures d'arcs carpanells. Un mur de pedra i còdols delimita el jardí de la casa, del qual en destaca un estany.

## Història
Masia de caràcter senyorial construïda amb la finalitat de servir d'habitatge. Està rodejada de terres cultivades però no té dependències destinades al bestiar ni a graner. Actualment és habitada només esporàdicament.